# Colonia Francisco I. Madero, Morelos
Colonia Francisco I. Madero är en ort i Mexiko.   Den ligger i kommunen Yautepec och delstaten Morelos, i den sydöstra delen av landet, 60 km söder om huvudstaden Mexico City. Colonia Francisco I. Madero ligger 1 247 meter över havet och antalet invånare är 166.
Terrängen runt Colonia Francisco I. Madero är kuperad åt nordväst, men åt sydost är den platt. Runt Colonia Francisco I. Madero är det mycket tätbefolkat, med 1 056 invånare per kvadratkilometer. Närmaste större samhälle är Jiutepec, 16,2 km väster om Colonia Francisco I. Madero. Omgivningarna runt Colonia Francisco I. Madero är en mosaik av jordbruksmark och naturlig växtlighet.